# Université de Bordeaux
Université de Bordeaux grundades 1441 i Frankrike. Universitetet är en del av universitetssystemet i Akvitanien. Det är ett av två universitet i Bordeaux.
Universitetet har cirka 53 000 studenter, varav 6 000 utanför Frankrike, mer än 4 000 forskare och lärare och 1 900 doktorander.

## Personal
- Louise Vinge, svensk litteraturvetare

## Alumner
- Michèle Lamont, kanadensisk sociolog som innehar Robert I
- Hiroshi Nishihara (Docteur Honoris Causa), professor och prefekt